# Puchar Ameryki Środkowej i Karaibów w Półmaratonie 2005
1. Puchar Ameryki Środkowej i Karaibów w Półmaratonie – zawody lekkoatletyczne na dystansie półmaratońskim, które odbyły się 3 grudnia 2005 roku w Negril na Jamajce, w ramach Reggae Marathon.
W zawodach wzięli udział reprezentacji dwóch krajów: Jamajki oraz Trynidadu i Tobago.
Zwycięzca biegu mężczyzn – Wainard Talbert ustanowił wynikiem 1:09:10 rekord Jamajki w półmaratonie.

## Rezultaty

### Mężczyźni
| Konkurencja: | 1. miejsce      | Rezultat | 2. miejsce   | Rezultat | 3. miejsce    | Rezultat |
| Półmaraton   | Wainard Talbert | 1:09:10  | Shawn Pitter | 1:09:37  | Richard Jones | 1:10:18  |

### Kobiety
| Konkurencja: | 1. miejsce    | Rezultat | 2. miejsce    | Rezultat | 3. miejsce       | Rezultat |
| Półmaraton   | Tamica Thomas | 1:29:25  | Merecia James | 1:29:37  | Shermain Lasaldo | 1:31:45  |